# جیمی لنیستر
جیمی لنیستر (به انگلیسی: Jaime Lannister) یک شخصیت داستانی در سری رمان‌های فانتزی ترانه یخ و آتش نوشته نویسنده آمریکایی جرج آر. آر. مارتین است.
جیمی یک شوالیه از گارد پادشاه است و اگرچه به نظر می‌رسد او فردی مغرور و غیراخلاقی است و برای قتل شاه ایریس تارگرین، بدنام شده‌است ولی بعدها ثابت می‌شود شخصیت او به مراتب پیچیده‌تر از آنی است که تصور می‌شد.

## توضیحات شخصیت
سِر جیمی لنیستر یکی از اعضای محافظین پادشاه و یک شمشیرزن به‌طور استثنایی ماهر است. او برادر دوقلوی ملکه سرسی است و در تمام طول زندگی‌اش با او رابطهٔ جنسی عاشقانه داشته‌است. او پدر اصلی سه فرزند زندهٔ سرسی می‌باشد. او واقعاً عاشق خواهرش است و هر کاری را بدون توجه به این که چه عواقبی دارد انجام می‌دهد تا نزد او باقی بماند. از جمله برن استارک را که آن‌ها را باهم دیده بود از پنجره پرت می‌کند. جیمی ملقب به «شاه‌کش» است زیرا او پادشاه پیشین، ایریس دوم را کشت؛ کسی که سوگند خورده بود تا از او حفاظت کند و به همین دلیل بدنام شده و به خاطر این خیانت تحقیر می‌شود. در ادامه سریال مشخص می‌شود در زمان حملهٔ رابرت براتیون به بارانداز پادشاه، ایریس تارگرین برای حفظ قدرت خود از جیمی می‌خواهد تمام شهر و مردم ساکن شهر و دشمن که پدر جیمی هم درمیان آن‌ها بوده را به آتش بکشد و جیمی به همین دلیل او را به قتل می‌رساند.
به جیمی اجازه داده شد تا مقام خود را در طول حکمرانی پادشاه جدید رابرت براتیون حفظ کند زیرا او و پدر با نفوذش تایوین لنیستر به رابرت کمک کردند تا در جنگ پیروز شود، اما هیچ‌کس احساس نمی‌کرد که او سزاوار این مقام است. با وجود دشمنی ادارد استارک علیه او به خاطر شکستن سوگندش در حفاظت از پادشاه در طول شورش رابرت، جیمی احترام فراوانی برای ادارد قائل است و او را جنگجویی بزرگ و همسان با خودش می‌داند. برخلاف پدر و خواهرش جیمی بسیار مراقب برادر کوچکتر خود تیریون است. هنگامی که تیریون توسط کتلین استارک دستگیر می‌شود، جیمی با ادارد (همسر کتلین) روبرو و با او درگیر می‌شود. اما با وجود ناخرسندی جیمی، یکی از سربازانش دخالت می‌کند و با نیزه به ادارد حمله می‌کند؛ که در نتیجه جیمی به سرباز حمله می‌کند و به ادارد اجازه می‌دهد تا زنده بماند.
جیمی بعداً با رهبری یک لشکر به ارتش پدرش در سرزمین‌های رودخانه، برای انتقام از کتلین، می‌پیوندد. اما لشکر او در کمین سربازان راب، پسر ادارد و کتلین، غافلگیر می‌شود و جیمی اسیر استارک‌ها می‌گردد. با وجود دستگیری جیمی، سرسی پس از برکنار شدن باریستان سلمی او را فرمانده ارشد محافظین پادشاه می‌نامد. در فصل دوم، کتلین بدون اطلاع پسرش راب، جیمی را آزاد می‌کند و او را تحت مراقبت بریِنِ تارث برای مبادله با دخترش به مقر فرمانروایی (پایتخت) می‌فرستد. در این مسیر آن‌ها به وسیلهٔ افراد وفادار به راب استارک دستگیر می‌شوند و دست راست جیمی قطع می‌شود، جیمی طی اتفاقات بعدی جلوی تجاوز به برین که به نوعی زندان‌بان او بود را می‌گیرد و حتی جان خود را برای نجات جان برین به خطر می‌اندازد.
وی پس از درگیری‌هایی به بارانداز پادشاه برمیگردد و به برین سلاح می‌دهد تا بتواند به قول خود برای حفاظت از دختران کتلین عمل کند، در ادامه او پس از اختلافات با خواهرش، به وینترفل می‌رود و درکنار دشمن با دشمن مشترک، مردگان و وایت واکرها، می‌جنگد، در این بین درگیر رابطه ای عاشقانه با برین می‌شود و البته او را به عنوان اولین زنی که شوالیه شده برمی‌گزیند. سپس زمانی که جان خواهرش را در خطر می‌بیند از وینترفل به سوی وستروس روانه می‌شود تا خواهرش را در جنگ علیه دنریس تارگرین کمک کند. وی در نهایت پس از سوختن کینگز لندینگ توسط اژدهاهای دنریس، زیر آوار ناشی از حملات دنریس در آغوش معشوقه و خواهر خود سرسی که فرزند او را باردار بود، هردو جان می‌بازند.